# Oncideres gutturator
Oncideres gutturator är en skalbaggsart som först beskrevs av Johan Christian Fabricius 1775.  Oncideres gutturator ingår i släktet Oncideres och familjen långhorningar.
Artens utbredningsområde är:
- Guyana.
- Surinam.
- Venezuela.

Inga underarter finns listade i Catalogue of Life.